# 台湾芙乐兰
台湾芙乐兰（学名：Phreatia taiwaniana）为兰科馥兰属下的一个种。生长在溪边的大树上，海拔800米。产台湾北部（栖兰山、竹山）。模式标本采自台湾栖兰山。